# 24 mars en sport
24 février 24 avril
Chronologies thématiques
- Croisades
- Ferroviaires
- Disney

Le 24 mars (83e jour de l'année ou 84e en cas d'année bissextile) en sport.

## Événements

### XIXesiècle
- 1866 :
  - (Aviron) : The Boat Race entre les équipes universitaires d'Oxford et de Cambridge. Oxford s'impose[1].
- 1877 :
  - (Aviron) : The Boat Race entre les équipes universitaires d'Oxford et de Cambridge. Cambridge et Oxford terminent à égalité[1].
  - (Football) : finale de la 6e FA Challenge Cup (37 inscrits). Les Wanderers battent Oxford University 2-1 devant 3 000 spectateurs au Kennington Oval. Les Wanderers s'imposent au terme de la prolongation grâce à un but décisif de Lindsay.
- 1879 :
  - (Rugby à XV) : match international de rugby à XV entre l’Angleterre et l’Irlande à Londres. L’Angleterre s’impose sur le score de trois buts à zéro. Les Anglais marquent quatre essais[2].
- 1883 :
  - (Cyclisme) : les Anglais organisent un Championnat du Monde cycliste de résistance. De Civry s’impose.
- 1888 :
  - (Aviron) : The Boat Race entre les équipes universitaires d'Oxford et de Cambridge. Cambridge s'impose[1].
  - (Football) : 
    - (Coupe d'Angleterre) : finale de la 17e FA Challenge Cup (149 inscrits). West Bromwich Albion bat Preston North End FC 2-1 devant 19 000 spectateurs. .
    - (Match amical) : à Belfast (Solitude Ground), l'Écosse s'impose 10-2 face à l'Irlande devant 8 000 spectateurs.
- 1895 :
  - (Football) : finale du deuxième championnat de France de football USFSA : le Standard AC bat White-Rovers 3-1. On retrouve six des onze finalistes de l'édition 1894 dans l'équipe alignée en finale 1895: H. Wynn; W.D. Attrill, E. Wynn; G. Norris, Ash, N. Tunmer; G. Etherington, O. Hicks, Niegely, A. Tunmer, F. Roques.
  - (Football gaélique) : finale du 7e championnat d’Irlande de Football gaélique : match nul entre Dublin et Cork ; match à rejouer.
  - (Hurling) : finale du septième championnat d’Irlande de Hurling : Cork bat Dublin.

### XXesièclede1901à1950
- 1910 :
  - (Football) : fondation dans la ville lombarde de Crémone du club de football italien de l'US Cremonese.
- 1929 :
  - (Sport automobile) : Grand Prix automobile de Tripoli.

### XXesièclede1951à2000
- 1991 :
  - (Formule 1) : Grand Prix automobile du Brésil.
- 2000 :
  - (Natation) : le nageur américain Ed Moses bat le Record du monde de natation messieurs du 100 mètres brasse en petit bassin à Minneapolis, en 57 s 66.

### XXIesiècle
- 2001 :
  - (Cyclisme) : Erik Zabel (Allemagne) gagne la classique italienne Milan-San Remo.
- 2008 :
  - (Natation) : aux Championnats d'Europe d'Eindhoven, Alain Bernard, sur sa lancée des jours précédents, remporte le titre du 50 mètres nage libre, sans battre toutefois son record du monde. Par ailleurs, Aurore Mongel obtient la médaille d'or sur 200 mètres papillon, avant que l'Italienne Federica Pellegrini ne batte le record du monde du 400 mètres nage libre de Laure Manaudou, qui avait renoncé à concourir sur sa distance de prédilection. Lors de cette épreuve, la Française Coralie Balmy s'est classée deuxième.
- 2020 :
  - (JO de Tokyo 2020 /Jeux Paralympiques de Tokyo 2020 /Coronavirus) : le CIO annonce ce mardi le report d'un an des Jeux de Tokyo 2020 ainsi que des Jeux paralympiques de Tokyo 2020 en raison de la crise sanitaire du coronavirus sans définir de date précise[3],[4],[5].

## Naissances

### XIXesiècle
- 1866 : 
  - Georges de La Falaise, épéiste et sabreur français. Champion olympique du sabre individuel aux Jeux de Paris. († 7 avril 1910).
  - Jack McAuliffe, boxeur irlandais. Champion du monde poids légers de boxe de 1886 à 1893. († 5 novembre 1937).
- 1881 : 
  - Kristian Middelboe, footballeur danois. Médaillé d'argent aux Jeux de Londres 1908. (4 sélections en équipe nationale). († 20 mai 1965).
- 1882 : 
  - Marcel Lalu, gymnaste français. Champion du monde de gymnastique artistique du concours général individuel et par équipes puis de la barre fixe 1905. († ? avril 1951).
- 1885 : 
  - Charles Daniels, nageur américain. Champion olympique du 220yards, du 440yards, du relais 4×50yards, médaillé d'argent du 100yards et médaillé de bronze du 50yards aux Jeux de Saint-Louis 1904 puis champion olympique du 100m nage libre et médaillé de bronze du relais 4×200m nage libre aux Jeux de Londres 1908. († 9 août 1973).
- 1889 : 
  - Alexia Schøien, patineuse artistique de couple norvégienne. Médaillée d'argent en couple aux Jeux d'Anvers 1920. († 19 juillet 1983).
  - Albert Hill, athlète de demi-fond britannique. Champion olympique du 800m, du 1 500m et médaillé d'argent du 3 000m par équipe aux Jeux d'Anvers 1920. († 8 janvier 1969).
- 1890 : 
  - Robert Schurrer, athlète de sprint français. Médaillé d'argent du relais 4 × 400 m aux Jeux de Stockholm 1912. († 27 novembre 1972).
- 1893 : 
  - George Sisler, joueur de baseball américain. († 26 mars 1973).

### XXesièclede1901à1950
- 1901 : 

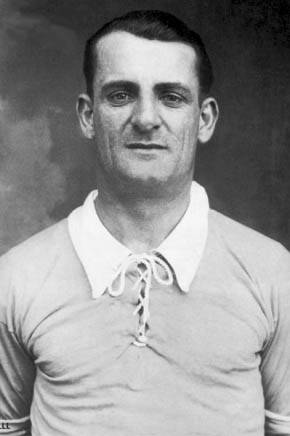
José Nasazzi

  - José Nasazzi, footballeur puis entraîneur uruguayen. Champion olympique aux Jeux de Paris 1924 et aux Jeux d'Amsterdam 1928. Champion du monde de football 1930. Vainqueur des Copas América 1923, 1924, 1926 et 1935. (40 sélections en équipe nationale). Sélectionneur de l'équipe d'Uruguay de 1944 à 1945. († 17 juin 1968).
- 1912 :
  - Oskar Rohr, footballeur allemand. (4 sélections en équipe nationale). († 8 novembre 1988).
- 1915 : 
  - Eugène Martin, pilote de courses automobile français. († 12 octobre 2006).
- 1920 : 
  - Carlo Monti, athlète de sprint italien. Médaillé de bronze du relais 4×100m aux Jeux de Londres 1948. († 7 avril 2016).
- 1923 : 
  - Brian Naylor, pilote de courses automobile et homme d'affaires britannique. († 8 août 1989).
- 1925 : 
  - Bill Nankeville, athlète de demi-fond britannique.
  - Puig-Aubert, joueur de rugby à XV puis de rugby à XIII français. (46 sélections en Équipe de France de rugby à XIII). († 3 juin 1994).
- 1926 : 
  - William Porter, athlète de haies américain. Champion olympique du 110m haies aux Jeux de Londres 1948. († 10 mars 2000).
- 1933 : 
  - Shigeo Yaegashi, footballeur puis entraîneur japonais. Médaillé de bronze aux Jeux de Mexico 1968. (44 sélections en équipe nationale). († 2 mai 2011).
- 1942 :
  - Jaroslava Jehličková, athlète de demi-fond tchécoslovaque puis tchèque. Championne d'Europe d'athlétisme du 1 500 m 1969.
- 1945 : 
  - Jacky Chazalon, basketteuse française. Médaillé d'argent au Championnat d'Europe de basket-ball 1970. (109 sélections en équipe de France).
- 1947 : 
  - Pierre Dieudonné, pilote de courses automobile d'endurance belge.
- 1948 : 
  - Delio Onnis, footballeur puis entraîneur italo-argentin.
- 1949 : 
  - Ruud Krol, footballeur puis entraîneur néerlandais. Vainqueur des Coupe des clubs champions 1971, 1972 et 1973. (83 sélections en équipe nationale).

### XXesièclede1951à2000
- 1951 :
  - Pat Bradley, golfeuse américaine. Victorieuse des Open du Canada 1980, 1985 et 1986, de l'US Open 1981 et de la LPGA 1986.
- 1955 :
  - Doug Jarvis, hockeyeur sur glace canadien.
  - Pat Price, hockeyeur sur glace canadien.
- 1957 :
  - Pierre Harvey, cycliste sur route et fondeur canadien.
- 1963 :
  - Lars Elstrup, footballeur danois. Champion d'Europe de football 1992. (34 sélections en équipe nationale).
  - Raimond van der Gouw, footballeur puis entraîneur néerlandais.
- 1964 :
  - Luis Soares, athlète français. († 13 novembre 2024).
- 1966 :
  - Laurent Bénier, footballeur puis entraîneur français.
- 1969 :
  - Stephan Eberharter, skieur alpin autrichien. Médaillé d'argent du géant aux Jeux de Nagano 1998 puis champion olympique du géant, médaillé d'argent du super-G et de bronze de la descente aux Jeux de Salt Lake City 2002. Champion du monde de ski alpin du super-G et du combiné 1991 puis champion du monde de ski alpin du super-G 2003.
- 1972 :
  - Christophe Dugarry, footballeur puis consultant TV français. Champion du monde de football 1998. Champion d'Europe de football 2000. (55 sélections en équipe de France).
- 1973 :
  - Jacek Bak, footballeur polonais. (96 sélections en équipe nationale).
  - Philippe Boucher, hockeyeur sur glace canadien.
- 1975 :
  - Thomas Johansson, joueur de tennis suédois. Médaillé d'argent du double aux Jeux de Pékin 2008. Vainqueur de l'Open d'Australie 2002.
- 1976 :
  - Aliou Cissé, footballeur puis entraîneur sénégalais. (35 sélections en équipe nationale).
  - Filippo Francioni, pilote de courses automobile italien.
  - Peyton Manning, joueur de foot U.S. américain.
- 1977 :
  - Florian Kehrmann, handballeur allemand. Médaillé d'argent aux Jeux d'Athènes 2004. Champion du monde de handball 2007. Champion d'Europe de handball 2004. Vainqueur de la Coupe EHF de handball 2006.
- 1978 :
  - Jean-René de Fournoux, pilote de courses automobile français.
  - Bertrand Gille, handballeur français. Champion olympique aux Jeux de Pékin 2008 puis aux Jeux de Londres 2012. Champion du monde de handball 2001 et 2011 puis médaillé de bronze aux CM de handball 2003. Champion d'Europe de handball masculin 2006 et 2010 puis médaillé de bronze aux CE de handball 2008. Vainqueur de la Coupe d'Europe des vainqueurs de coupe 2007. (268 sélections en équipe de France).
  - Tomáš Ujfaluši, footballeur tchèque.
- 1979 :
  - Gerard Farrés, pilote de rallye-raid moto espagnol.
  - Domenico Marcario, basketteur canado-italien.
  - Graeme Swann, joueur de cricket anglais. (60 sélections en test cricket).
- 1980 :
  - Ramzi Abid, hockeyeur sur glace canadien-britannique.
- 1981 :
  - Ron Hainsey, hockeyeur sur glace américain.
  - Mohamed Koné, basketteur franco-ivoirien. (28 sélections avec l'équipe de Côte d'Ivoire).
  - Gary Paffett, pilote de courses automobile britannique.
  - Marc-André Thinel, hockeyeur sur glace canadien
- 1982 :
  - Tom Cavanagh, hockeyeur sur glace canadien. († 6 janvier 2011).
- 1983 :
  - Pierre-Alexandre Parenteau, hockeyeur sur glace canadien.
- 1984 :
  - Benoît Assou-Ekotto, footballeur franco-camerounais. (23 sélections avec l'équipe du Cameroun).
  - Chris Bosh, basketteur américain. Champion olympique aux Jeux de Pékin 2008. (27 sélections en équipe nationale).
  - Philipp Petzschner, joueur de tennis allemand.
  - Daniel Serra, pilote de courses automobile d'endurance brésilien.
- 1985 :
  - Lauren Ervin, basketteuse américaine.
  - Jakub Przygoński, pilote de rallye-raid et de motocross polonais.
- 1986 :
  - Dylan Hartley, joueur de rugby à XV anglais. Vainqueur des Challenge européen 2009 et 2014. (66 sélections en équipe nationale).
  - Christoffer Nygaard, pilote de courses automobile danois.
- 1987 :
  - Shakib Al Hasan, joueur de cricket bangladais. (55 sélections en Test cricket).
  - Ramires, footballeur brésilien. Vainqueur de la Ligue des champions 2012 et de la Ligue Europa 2013. (52 sélections en équipe nationale).
- 1988 :
  - Jean-Guillaume Béatrix, biathlète français. Médaillé de bronze de la poursuite aux Jeux de Sotchi 2014.
  - Piotr Chrapkowski, handballeur polonais. (69 sélections en équipe nationale).
- 1989 :
  - Sabina Jacobsen, handballeuse suédoise. Victorieuse de la Coupe d'Europe des vainqueurs de coupe de handball féminin 2015. (68 sélections en équipe nationale).
  - Andreï Semionov, footballeur russe. (6 sélections en équipe nationale).
- 1990 :
  - Na Ah-reum, cycliste sur route et sur piste sud-coréenne.
  - Starlin Castro, joueur de baseball dominicain.
  - Benedikt Doll, biathlète allemand. Champion du monde de biathlon du sprint 2017.
  - Billy Ketkeophomphone, footballeur français.
- 1992 :
  - Paula García Ávila, handballeuse espagnole. (7 sélections en équipe nationale).
  - Jennifer Piot, skieuse alpine française.
  - Vincent Rattez, joueur de rugby à XV français. (2 sélections en équipe de France).
- 1993 :
  - Diego Rolán, footballeur uruguayen. (17 sélections en équipe nationale).
  - Sander van de Streek, footballeur néerlandais.
  - Guillermo Varela, footballeur uruguayen.
  - Zhai Xiaochuan, basketteur chinois. Champion d'Asie de basket-ball 2015. (14 sélections en équipe nationale).
- 1994 :
  - Timothé Bozon, hockeyeur sur glace franco-américain.
  - Lenny Nangis, footballeur français.
  - Alison Van Uytvanck, joueuse de tennis belge.
- 1995 :
  - Núrio Fortuna, footballeur luso-angolais. (17 sélections avec l'équipe d'Angola).
  - Álex Remiro, footballeur espagnol.
  - Jeremy Senglin, basketteur américain.
- 1996 :
  - Myles Turner, basketteur américain.
  - Orbelín Pineda, footballeur mexicain.
- 1997 :
  - Daniel Stensson, footballeur suédois.
  - Yanick van Osch, footballeur néerlandais.
- 1998 :
  - Miro Muheim, footballeur suisse.
- 1999 :
  - Ella Palis, footballeuse française. (4 sélections en équipe de France).
  - Ranko Veselinović, footballeur serbe.

### XXIesiècle
- 2001 :
  - Clara Burel, joueuse de tennis française.
  - Assia Khalfaoui, joueuse de rugby à XV française. (4 sélections en équipe de France).
  - William Saliba, footballeur français.
- 2002 :
  - Kellian Paes, volleyeur français. (24 sélections en équipe de France).
- 2005 :
  - Facinet Conte, footballeur maroco-guinéen. (5 sélections avec l'Équipe de Guinée).

## Décès

### XIXesiècle
- 1876 :
  - William Brown, 23 ans, joueur de rugby à XV écossais. (5 sélections en équipe nationale). (° 29 mai 1852).
- 1885 :
  - Joe Goss, 46 ans, boxeur anglais. (° 5 novembre 1838).

### XXesièclede1901à1950
- 1932 : 
  - Frantz Reichel, 61 ans, athlète polyvalent puis dirigeant sportif, joueur de rugby et athlète de fond, de haies et de marches athlétiques français. Champion olympique aux Jeux de Paris 1900. (° 16 mars 1871).
- 1939 :
  - Gwyn Nicholls, 74 ans, joueur de rugby gallois. Vainqueur des Tournois britannique de rugby à XV 1900, 1902, 1905 et 1906. (24 sélections en équipe nationale). (° 15 juillet 1874).
- 1942 : 
  - Mathieu Cordang, 79 ans, cycliste sur piste et sur route néerlandais. Champion du monde de cyclisme sur piste du demi-fond amateur 1895. (° 26 décembre 1869).
- 1946 : 
  - Carl Schuhmann, 76 ans, gymnaste, lutteur, athlète de sauts et de lancers puis haltérophile allemand. Champion olympique du saut de cheval, des barres parallèles par équipes, de la barre fixe par équipes en gymnastique et dans l'épreuve gréco-romaine de lutte aux Jeux d'Athènes 1896. (° 12 mai 1869).

### XXesièclede1951à2000
- 1988 :
  - Roger Loyer, 80 ans, pilote de courses automobile et de moto français. (° 5 août 1907).
- 1999 : 
  - Birdie Tebbetts, 86 ans, joueur de baseball puis dirigeant sportif américain. (° 10 novembre 1912).

### XXIesiècle
- 2002 :
  - Bob Said, 69 ans, pilote de courses automobile américain. (° 5 mai 1932).
- 2016 :
  - Johan Cruyff, 68 ans, footballeur puis entraîneur néerlandais. Entraîneur des équipes victorieuses des Coupe des clubs champions 1971, 1972, 1973, des Coupe d'Europe des vainqueurs de coupe 1987 et 1989 et de la Coupe des clubs champions 1992. (48 sélections en équipe nationale). (° 25 avril 1947).
- 2020 :
  - John Campbell-Jones, 90 ans, pilote de courses automobile britannique. (° 21 janvier 1930).